# Convocazioni per il campionato europeo maschile di calcio 2016
Elenco dei giocatori convocati da ciascuna Nazionale partecipante agli Europei di calcio 2016.

## Gruppo A

### Francia
Lista dei convocati resa nota il 12 maggio 2016. Il 24 maggio Raphaël Varane viene sostituito da Adil Rami a causa di un infortunio alla coscia. Il 28 maggio Jeremy Mathieu viene sostituito da Samuel Umtiti a causa di un infortunio. Il 31 maggio Lassana Diarra viene sostituito da Morgan Schneiderlin a causa di un infortunio al ginocchio.
Commissario tecnico:  Didier Deschamps
| N. | Pos. | Giocatore           | Data nascita (età)          | Pres. | Reti | Squadra             |
| -- | ---- | ------------------- | --------------------------- | ----- | ---- | ------------------- |
| 1  | P    | Hugo Lloris         | 26 dicembre 1986 (29 anni)  | 75    | -54  | Tottenham           |
| 2  | D    | Christophe Jallet   | 31 ottobre 1983 (32 anni)   | 11    | 1    | Olympique Lione     |
| 3  | D    | Patrice Evra        | 15 maggio 1981 (35 anni)    | 73    | 0    | Juventus            |
| 4  | D    | Adil Rami           | 27 dicembre 1985 (30 anni)  | 28    | 1    | Siviglia            |
| 5  | C    | N'Golo Kanté        | 29 marzo 1991 (25 anni)     | 4     | 1    | Leicester City      |
| 6  | C    | Yohan Cabaye        | 14 gennaio 1986 (30 anni)   | 46    | 4    | Crystal Palace      |
| 7  | A    | Antoine Griezmann   | 21 marzo 1991 (25 anni)     | 27    | 7    | Atlético Madrid     |
| 8  | A    | Dimitri Payet       | 29 marzo 1987 (29 anni)     | 18    | 3    | West Ham Utd        |
| 9  | A    | Olivier Giroud      | 30 settembre 1986 (29 anni) | 49    | 17   | Arsenal             |
| 10 | A    | André-Pierre Gignac | 5 dicembre 1985 (30 anni)   | 27    | 7    | Tigres UANL         |
| 11 | A    | Anthony Martial     | 5 dicembre 1995 (20 anni)   | 9     | 0    | Manchester Utd      |
| 12 | C    | Morgan Schneiderlin | 8 novembre 1989 (26 anni)   | 15    | 0    | Manchester Utd      |
| 13 | D    | Eliaquim Mangala    | 13 febbraio 1991 (25 anni)  | 7     | 0    | Manchester City     |
| 14 | C    | Blaise Matuidi      | 9 aprile 1987 (29 anni)     | 44    | 8    | Paris Saint-Germain |
| 15 | C    | Paul Pogba          | 15 marzo 1993 (23 anni)     | 31    | 5    | Juventus            |
| 16 | P    | Steve Mandanda      | 28 marzo 1985 (31 anni)     | 22    | -22  | Olympique Marsiglia |
| 17 | D    | Lucas Digne         | 20 luglio 1993 (22 anni)    | 13    | 0    | Roma                |
| 18 | C    | Moussa Sissoko      | 16 agosto 1989 (26 anni)    | 38    | 1    | Newcastle Utd       |
| 19 | D    | Bacary Sagna        | 14 febbraio 1983 (33 anni)  | 57    | 0    | Manchester City     |
| 20 | A    | Kingsley Coman      | 13 giugno 1996 (19 anni)    | 5     | 1    | Bayern Monaco       |
| 21 | D    | Laurent Koscielny   | 10 settembre 1985 (30 anni) | 29    | 1    | Arsenal             |
| 22 | D    | Samuel Umtiti       | 14 novembre 1993 (22 anni)  | 0     | 0    | Olympique Lione     |
| 23 | P    | Benoît Costil       | 3 luglio 1987 (28 anni)     | 0     | 0    | Rennes              |

### Albania
Lista dei convocati resa nota il 31 maggio 2016.
Commissario tecnico:  Gianni De Biasi
| N. | Pos. | Giocatore        | Data nascita (età)          | Pres. | Reti | Squadra             |
| -- | ---- | ---------------- | --------------------------- | ----- | ---- | ------------------- |
| 1  | P    | Etrit Berisha    | 10 marzo 1989 (27 anni)     | 35    | 0    | Lazio               |
| 2  | D    | Andi Lila        | 12 febbraio 1986 (30 anni)  | 59    | 0    | PAS Giannina        |
| 3  | C    | Ermir Lenjani    | 5 agosto 1989 (26 anni)     | 19    | 3    | Nantes              |
| 4  | D    | Elseid Hysaj     | 20 febbraio 1994 (22 anni)  | 20    | 0    | Napoli              |
| 5  | D    | Lorik Cana       | 27 giugno 1983 (32 anni)    | 92    | 1    | Nantes              |
| 6  | D    | Frédéric Veseli  | 20 novembre 1992 (23 anni)  | 3     | 0    | Lugano              |
| 7  | D    | Ansi Agolli      | 11 novembre 1982 (33 anni)  | 61    | 2    | Qarabağ             |
| 8  | C    | Migjen Basha     | 5 gennaio 1987 (29 anni)    | 19    | 3    | Como                |
| 9  | C    | Ledian Memushaj  | 7 dicembre 1986 (29 anni)   | 14    | 0    | Pescara             |
| 10 | A    | Armando Sadiku   | 27 maggio 1991 (25 anni)    | 20    | 5    | Vaduz               |
| 11 | C    | Shkëlzen Gashi   | 15 luglio 1988 (27 anni)    | 14    | 1    | Colorado Rapids     |
| 12 | P    | Orges Shehi      | 25 settembre 1977 (38 anni) | 7     | 0    | Skënderbeu          |
| 13 | C    | Burim Kukeli     | 16 gennaio 1984 (32 anni)   | 15    | 0    | Zurigo              |
| 14 | C    | Taulant Xhaka    | 28 marzo 1991 (25 anni)     | 12    | 0    | Basilea             |
| 15 | D    | Mërgim Mavraj    | 9 giugno 1986 (30 anni)     | 26    | 3    | Colonia             |
| 16 | A    | Sokol Çikalleshi | 27 luglio 1990 (25 anni)    | 20    | 2    | İstanbul Başakşehir |
| 17 | D    | Naser Aliji      | 27 dicembre 1993 (22 anni)  | 5     | 0    | Basilea             |
| 18 | D    | Arlind Ajeti     | 25 settembre 1993 (22 anni) | 10    | 1    | Frosinone           |
| 19 | A    | Bekim Balaj      | 11 gennaio 1991 (25 anni)   | 16    | 2    | Rijeka              |
| 20 | C    | Ergys Kaçe       | 8 luglio 1993 (22 anni)     | 16    | 2    | PAOK                |
| 21 | C    | Odise Roshi      | 21 maggio 1991 (25 anni)    | 33    | 1    | Rijeka              |
| 22 | C    | Amir Abrashi     | 27 marzo 1990 (26 anni)     | 18    | 0    | Friburgo            |
| 23 | P    | Alban Hoxha      | 23 novembre 1987 (28 anni)  | 1     | 0    | Partizani Tirana    |

### Svizzera
Lista dei convocati resa nota il 30 maggio 2016.
Commissario tecnico:  Vladimir Petković
| N. | Pos. | Giocatore            | Data nascita (età)          | Pres. | Reti | Squadra               |
| -- | ---- | -------------------- | --------------------------- | ----- | ---- | --------------------- |
| 1  | P    | Yann Sommer          | 17 dicembre 1988 (27 anni)  | 18    | -16  | Borussia M'gladbach   |
| 2  | D    | Stephan Lichtsteiner | 16 gennaio 1984 (32 anni)   | 81    | 5    | Juventus              |
| 3  | D    | François Moubandje   | 21 giugno 1990 (25 anni)    | 11    | 0    | Tolosa                |
| 4  | D    | Nico Elvedi          | 30 settembre 1996 (19 anni) | 1     | 0    | Borussia M'gladbach   |
| 5  | D    | Steve von Bergen     | 10 giugno 1983 (33 anni)    | 50    | 0    | Young Boys            |
| 6  | D    | Michael Lang         | 8 febbraio 1991 (25 anni)   | 16    | 2    | Basilea               |
| 7  | A    | Breel-Donald Embolo  | 14 febbraio 1997 (19 anni)  | 10    | 1    | Basilea               |
| 8  | C    | Fabian Frei          | 8 gennaio 1989 (27 anni)    | 8     | 1    | Magonza               |
| 9  | A    | Haris Seferović      | 22 febbraio 1992 (24 anni)  | 30    | 7    | Eintracht Francoforte |
| 10 | C    | Granit Xhaka         | 27 settembre 1992 (23 anni) | 42    | 6    | Borussia M'gladbach   |
| 11 | C    | Valon Behrami        | 19 aprile 1985 (31 anni)    | 65    | 2    | Watford               |
| 12 | P    | Marwin Hitz          | 18 settembre 1987 (28 anni) | 2     | 0    | Augusta               |
| 13 | D    | Ricardo Rodríguez    | 25 agosto 1992 (23 anni)    | 36    | 0    | Wolfsburg             |
| 14 | C    | Denis Zakaria        | 20 novembre 1996 (19 anni)  | 2     | 0    | Young Boys            |
| 15 | C    | Blerim Džemaili      | 12 aprile 1986 (30 anni)    | 47    | 7    | Genoa                 |
| 16 | C    | Gelson Fernandes     | 2 settembre 1986 (29 anni)  | 56    | 2    | Rennes                |
| 17 | A    | Shani Tarashaj       | 7 febbraio 1995 (21 anni)   | 4     | 0    | Grasshoppers          |
| 18 | A    | Admir Mehmedi        | 16 marzo 1991 (25 anni)     | 42    | 4    | Bayer Leverkusen      |
| 19 | A    | Eren Derdiyok        | 12 giugno 1988 (27 anni)    | 51    | 10   | Kasımpaşa             |
| 20 | D    | Johan Djourou        | 18 gennaio 1987 (29 anni)   | 60    | 2    | Amburgo               |
| 21 | P    | Roman Bürki          | 14 novembre 1990 (25 anni)  | 5     | -3   | Borussia Dortmund     |
| 22 | D    | Fabian Schär         | 20 dicembre 1991 (24 anni)  | 20    | 5    | Hoffenheim            |
| 23 | C    | Xherdan Shaqiri      | 10 ottobre 1991 (24 anni)   | 52    | 17   | Stoke City            |

### Romania
Lista dei convocati resa nota il 31 maggio 2016.
Commissario tecnico:  Anghel Iordănescu
| N. | Pos. | Giocatore          | Data nascita (età)         | Pres. | Reti | Squadra            |
| -- | ---- | ------------------ | -------------------------- | ----- | ---- | ------------------ |
| 1  | P    | Costel Pantilimon  | 1º febbraio 1987 (29 anni) | 22    | -18  | Watford            |
| 2  | D    | Alexandru Mățel    | 17 ottobre 1989 (26 anni)  | 16    | 0    | Dinamo Zagabria    |
| 3  | D    | Răzvan Raț         | 26 maggio 1981 (35 anni)   | 111   | 2    | Rayo Vallecano     |
| 4  | D    | Cosmin Moți        | 3 dicembre 1984 (31 anni)  | 8     | 0    | Ludogorec          |
| 5  | C    | Ovidiu Hoban       | 27 dicembre 1982 (33 anni) | 20    | 1    | Hapoel Be'er Sheva |
| 6  | D    | Vlad Chiricheș     | 14 novembre 1989 (26 anni) | 40    | 0    | Napoli             |
| 7  | C    | Alexandru Chipciu  | 18 maggio 1989 (27 anni)   | 21    | 3    | Steaua Bucarest    |
| 8  | C    | Mihai Pintilii     | 9 novembre 1984 (31 anni)  | 31    | 1    | Steaua Bucarest    |
| 9  | A    | Denis Alibec       | 5 gennaio 1991 (25 anni)   | 4     | 1    | Astra Giurgiu      |
| 10 | C    | Nicolae Stanciu    | 7 maggio 1993 (23 anni)    | 5     | 4    | Steaua Bucarest    |
| 11 | C    | Gabriel Torje      | 22 novembre 1989 (26 anni) | 50    | 11   | Osmanlıspor        |
| 12 | P    | Ciprian Tătărușanu | 9 febbraio 1986 (30 anni)  | 36    | -22  | Fiorentina         |
| 13 | A    | Claudiu Keșerü     | 2 dicembre 1986 (29 anni)  | 13    | 5    | Ludogorec          |
| 14 | A    | Florin Andone      | 11 aprile 1993 (23 anni)   | 6     | 1    | Córdoba            |
| 15 | D    | Valerică Găman     | 25 febbraio 1989 (27 anni) | 13    | 1    | Astra Giurgiu      |
| 16 | D    | Steliano Filip     | 15 maggio 1994 (22 anni)   | 4     | 0    | Dinamo Bucarest    |
| 17 | C    | Lucian Sânmărtean  | 13 marzo 1980 (36 anni)    | 20    | 0    | Al-Ittihad         |
| 18 | C    | Andrei Prepeliță   | 8 dicembre 1985 (30 anni)  | 10    | 0    | Ludogorec          |
| 19 | A    | Bogdan Stancu      | 28 giugno 1987 (28 anni)   | 40    | 9    | Gençlerbirliği     |
| 20 | C    | Adrian Popa        | 24 luglio 1988 (27 anni)   | 14    | 1    | Steaua Bucarest    |
| 21 | D    | Dragoș Grigore     | 7 settembre 1986 (29 anni) | 20    | 0    | Al-Sailiya         |
| 22 | D    | Cristian Săpunaru  | 5 aprile 1984 (32 anni)    | 13    | 0    | Pandurii           |
| 23 | P    | Silviu Lung        | 4 giugno 1989 (27 anni)    | 3     | 0    | Astra Giurgiu      |

## Gruppo B

### Galles
Lista dei convocati resa nota il 31 maggio 2016.
Commissario tecnico:  Chris Coleman
| N. | Pos. | Giocatore             | Data nascita (età)         | Pres. | Reti | Squadra           |
| -- | ---- | --------------------- | -------------------------- | ----- | ---- | ----------------- |
| 1  | P    | Wayne Hennessey       | 24 gennaio 1987 (29 anni)  | 57    | 0    | Crystal Palace    |
| 2  | D    | Chris Gunter          | 21 luglio 1989 (26 anni)   | 67    | 0    | Reading           |
| 3  | D    | Neil Taylor           | 7 febbraio 1989 (27 anni)  | 28    | 0    | Swansea City      |
| 4  | D    | Ben Davies            | 24 aprile 1993 (23 anni)   | 20    | 0    | Tottenham         |
| 5  | D    | James Chester         | 23 gennaio 1989 (27 anni)  | 11    | 0    | West Bromwich     |
| 6  | D    | Ashley Williams       | 23 agosto 1984 (31 anni)   | 59    | 1    | Swansea City      |
| 7  | C    | Joe Allen             | 14 marzo 1990 (26 anni)    | 25    | 0    | Liverpool         |
| 8  | C    | Andy King             | 29 ottobre 1988 (27 anni)  | 33    | 2    | Leicester City    |
| 9  | A    | Hal Robson-Kanu       | 21 maggio 1989 (27 anni)   | 30    | 2    | Reading           |
| 10 | C    | Aaron Ramsey          | 26 dicembre 1990 (25 anni) | 39    | 10   | Arsenal           |
| 11 | A    | Gareth Bale           | 16 luglio 1989 (26 anni)   | 55    | 19   | Real Madrid       |
| 12 | P    | Owain Fôn Williams    | 17 marzo 1987 (29 anni)    | 1     | 0    | Inverness         |
| 13 | A    | George Williams       | 7 settembre 1995 (20 anni) | 7     | 0    | Fulham            |
| 14 | C    | David Edwards         | 3 febbraio 1986 (30 anni)  | 32    | 3    | Wolverhampton     |
| 15 | D    | Ashley Richards       | 12 aprile 1991 (25 anni)   | 9     | 0    | Fulham            |
| 16 | C    | Joe Ledley            | 23 gennaio 1987 (29 anni)  | 61    | 4    | Crystal Palace    |
| 17 | C    | David Cotterill       | 4 dicembre 1987 (28 anni)  | 23    | 2    | Birmingham City   |
| 18 | A    | Sam Vokes             | 21 ottobre 1989 (26 anni)  | 40    | 6    | Burnley           |
| 19 | D    | James Michael Collins | 23 agosto 1983 (32 anni)   | 47    | 3    | West Ham Utd      |
| 20 | C    | Jonathan Williams     | 9 ottobre 1993 (22 anni)   | 12    | 0    | Crystal Palace    |
| 21 | P    | Danny Ward            | 22 giugno 1993 (22 anni)   | 2     | 0    | Liverpool         |
| 22 | C    | David Vaughan         | 18 febbraio 1983 (33 anni) | 42    | 1    | Nottingham Forest |
| 23 | A    | Simon Church          | 10 dicembre 1988 (27 anni) | 36    | 3    | MK Dons           |

### Inghilterra
Lista dei convocati resa nota il 31 maggio 2016.
Commissario tecnico:  Roy Hodgson
| N. | Pos. | Giocatore        | Data nascita (età)          | Pres. | Reti | Squadra         |
| -- | ---- | ---------------- | --------------------------- | ----- | ---- | --------------- |
| 1  | P    | Joe Hart         | 19 aprile 1987 (29 anni)    | 59    | -42  | Manchester City |
| 2  | D    | Kyle Walker      | 28 maggio 1990 (26 anni)    | 16    | 0    | Tottenham       |
| 3  | D    | Danny Rose       | 2 luglio 1990 (25 anni)     | 4     | 0    | Tottenham       |
| 4  | C    | James Milner     | 4 gennaio 1986 (30 anni)    | 60    | 1    | Liverpool       |
| 5  | D    | Gary Cahill      | 19 dicembre 1985 (30 anni)  | 43    | 3    | Chelsea         |
| 6  | D    | Chris Smalling   | 22 novembre 1989 (26 anni)  | 25    | 1    | Manchester Utd  |
| 7  | A    | Raheem Sterling  | 8 dicembre 1994 (21 anni)   | 23    | 2    | Manchester City |
| 8  | C    | Adam Lallana     | 10 maggio 1988 (28 anni)    | 23    | 0    | Liverpool       |
| 9  | A    | Harry Kane       | 28 luglio 1993 (22 anni)    | 12    | 5    | Tottenham       |
| 10 | A    | Wayne Rooney     | 24 ottobre 1985 (30 anni)   | 111   | 52   | Manchester Utd  |
| 11 | A    | Jamie Vardy      | 11 gennaio 1987 (29 anni)   | 8     | 3    | Leicester City  |
| 12 | D    | Nathaniel Clyne  | 5 aprile 1991 (25 anni)     | 12    | 0    | Liverpool       |
| 13 | P    | Fraser Forster   | 17 marzo 1988 (28 anni)     | 6     | -6   | Southampton     |
| 14 | C    | Jordan Henderson | 17 giugno 1990 (25 anni)    | 26    | 0    | Liverpool       |
| 15 | A    | Daniel Sturridge | 1º settembre 1989 (26 anni) | 18    | 5    | Liverpool       |
| 16 | D    | John Stones      | 28 maggio 1994 (22 anni)    | 10    | 0    | Everton         |
| 17 | C    | Eric Dier        | 15 gennaio 1994 (22 anni)   | 7     | 1    | Tottenham       |
| 18 | C    | Jack Wilshere    | 1º gennaio 1992 (24 anni)   | 31    | 2    | Arsenal         |
| 19 | C    | Ross Barkley     | 5 dicembre 1993 (22 anni)   | 22    | 2    | Everton         |
| 20 | C    | Dele Alli        | 11 aprile 1996 (20 anni)    | 8     | 1    | Tottenham       |
| 21 | D    | Ryan Bertrand    | 5 agosto 1989 (26 anni)     | 8     | 0    | Southampton     |
| 22 | A    | Marcus Rashford  | 31 ottobre 1997 (18 anni)   | 1     | 1    | Manchester Utd  |
| 23 | P    | Thomas Heaton    | 15 aprile 1986 (30 anni)    | 1     | 0    | Burnley         |

### Russia
Lista dei convocati resa nota il 21 maggio 2016. Il 22 maggio Alan Dzagoev viene sostituito da Dmitrij Torbinskij a causa della frattura di un metatarso. Il 6 giugno Igor' Denisov viene sostituito da Artur Rimovič Jusupov per infortunio.
Commissario tecnico:  Leonid Sluckij
| N. | Pos. | Giocatore          | Data nascita (età)          | Pres. | Reti | Squadra               |
| -- | ---- | ------------------ | --------------------------- | ----- | ---- | --------------------- |
| 1  | P    | Igor' Akinfeev     | 8 aprile 1986 (30 anni)     | 86    | 0    | CSKA Mosca            |
| 2  | D    | Roman Šiškin       | 27 gennaio 1987 (29 anni)   | 10    | 0    | Lokomotiv Mosca       |
| 3  | D    | Igor' Smol'nikov   | 8 agosto 1988 (27 anni)     | 12    | 0    | Zenit San Pietroburgo |
| 4  | D    | Sergej Ignaševič   | 14 luglio 1979 (36 anni)    | 115   | 8    | CSKA Mosca            |
| 5  | D    | Roman Neustädter   | 18 febbraio 1988 (28 anni)  | 0     | 0    | Schalke 04            |
| 6  | D    | Aleksej Berezuckij | 20 giugno 1982 (33 anni)    | 57    | 0    | CSKA Mosca            |
| 7  | C    | Artur Jusupov      | 1º settembre 1989 (26 anni) | 2     | 0    | Zenit San Pietroburgo |
| 8  | C    | Denis Glušakov     | 27 gennaio 1987 (29 anni)   | 42    | 4    | Spartak Mosca         |
| 9  | A    | Aleksandr Kokorin  | 19 marzo 1991 (25 anni)     | 37    | 11   | Zenit San Pietroburgo |
| 10 | A    | Fëdor Smolov       | 5 febbraio 1990 (26 anni)   | 12    | 5    | Krasnodar             |
| 11 | C    | Pavel Mamaev       | 17 settembre 1988 (27 anni) | 10    | 0    | Krasnodar             |
| 12 | P    | Jurij Lodygin      | 26 maggio 1990 (26 anni)    | 10    | 0    | Zenit San Pietroburgo |
| 13 | C    | Aleksandr Golovin  | 30 maggio 1996 (20 anni)    | 3     | 2    | CSKA Mosca            |
| 14 | D    | Vasilij Berezuckij | 20 giugno 1982 (33 anni)    | 93    | 4    | CSKA Mosca            |
| 15 | C    | Roman Širokov      | 6 luglio 1981 (34 anni)     | 53    | 13   | CSKA Mosca            |
| 16 | P    | Guilherme          | 12 dicembre 1985 (30 anni)  | 1     | 0    | Lokomotiv Mosca       |
| 17 | C    | Oleg Šatov         | 29 giugno 1990 (25 anni)    | 21    | 2    | Zenit San Pietroburgo |
| 18 | C    | Oleg Ivanov        | 4 agosto 1986 (29 anni)     | 3     | 0    | Terek Groznyj         |
| 19 | C    | Aleksandr Samedov  | 19 luglio 1984 (31 anni)    | 28    | 3    | Lokomotiv Mosca       |
| 20 | C    | Dmitrij Torbinskij | 28 aprile 1984 (32 anni)    | 28    | 2    | Krasnodar             |
| 21 | D    | Georgij Ščennikov  | 27 aprile 1991 (25 anni)    | 7     | 0    | CSKA Mosca            |
| 22 | A    | Artëm Dzjuba       | 22 agosto 1988 (27 anni)    | 16    | 8    | Zenit San Pietroburgo |
| 23 | D    | Dmitrij Kombarov   | 22 gennaio 1987 (29 anni)   | 38    | 2    | Spartak Mosca         |

### Slovacchia
Lista dei convocati resa nota il 30 maggio 2016.
Commissario tecnico:  Ján Kozák
| N. | Pos. | Giocatore        | Data nascita (età)          | Pres. | Reti | Squadra           |
| -- | ---- | ---------------- | --------------------------- | ----- | ---- | ----------------- |
| 1  | P    | Ján Mucha        | 5 dicembre 1982 (33 anni)   | 46    | -45  | Slovan Bratislava |
| 2  | D    | Peter Pekarík    | 30 ottobre 1986 (29 anni)   | 67    | 2    | Hertha Berlino    |
| 3  | D    | Martin Škrtel    | 15 dicembre 1984 (31 anni)  | 81    | 5    | Liverpool         |
| 4  | D    | Ján Ďurica       | 10 dicembre 1981 (34 anni)  | 78    | 4    | Lokomotiv Mosca   |
| 5  | D    | Norbert Gyömbér  | 3 luglio 1992 (23 anni)     | 13    | 0    | Roma              |
| 6  | C    | Ján Greguš       | 29 gennaio 1991 (25 anni)   | 7     | 0    | Jablonec          |
| 7  | C    | Vladimír Weiss   | 30 novembre 1989 (26 anni)  | 52    | 4    | Al-Gharafa        |
| 8  | C    | Ondrej Duda      | 5 dicembre 1994 (21 anni)   | 11    | 1    | Legia Varsavia    |
| 9  | A    | Stanislav Šesták | 16 dicembre 1982 (33 anni)  | 65    | 13   | Ferencváros       |
| 10 | C    | Miroslav Stoch   | 19 ottobre 1989 (26 anni)   | 54    | 6    | Bursaspor         |
| 11 | A    | Adam Nemec       | 2 settembre 1985 (30 anni)  | 22    | 6    | Willem II         |
| 12 | P    | Ján Novota       | 29 novembre 1983 (32 anni)  | 3     | -1   | Rapid Vienna      |
| 13 | C    | Patrik Hrošovský | 22 aprile 1992 (24 anni)    | 11    | 0    | Viktoria Plzeň    |
| 14 | D    | Milan Škriniar   | 11 febbraio 1995 (21 anni)  | 2     | 0    | Sampdoria         |
| 15 | D    | Tomáš Hubočan    | 17 settembre 1985 (30 anni) | 44    | 0    | Dinamo Mosca      |
| 16 | D    | Kornel Saláta    | 24 gennaio 1985 (31 anni)   | 37    | 2    | Slovan Bratislava |
| 17 | C    | Marek Hamšík     | 27 luglio 1987 (28 anni)    | 87    | 18   | Napoli            |
| 18 | D    | Dušan Švento     | 1º agosto 1985 (30 anni)    | 39    | 1    | Colonia           |
| 19 | C    | Juraj Kucka      | 26 febbraio 1987 (29 anni)  | 47    | 5    | Milan             |
| 20 | C    | Róbert Mak       | 8 marzo 1991 (25 anni)      | 27    | 7    | PAOK              |
| 21 | A    | Michal Ďuriš     | 1º giugno 1988 (28 anni)    | 26    | 4    | Viktoria Plzeň    |
| 22 | C    | Viktor Pečovský  | 24 maggio 1983 (33 anni)    | 32    | 1    | Žilina            |
| 23 | P    | Matúš Kozáčik    | 27 dicembre 1983 (32 anni)  | 17    | -13  | Viktoria Plzeň    |

## Gruppo C

### Germania
Lista dei convocati resa nota il 31 maggio 2016. Il 7 giugno Antonio Rüdiger viene sostituito da Jonathan Tah per una lesione del crociato anteriore.
Commissario tecnico:  Joachim Löw
| N. | Pos. | Giocatore              | Data nascita (età)          | Pres. | Reti | Squadra           |
| -- | ---- | ---------------------- | --------------------------- | ----- | ---- | ----------------- |
| 1  | P    | Manuel Neuer           | 27 marzo 1986 (30 anni)     | 64    | -55  | Bayern Monaco     |
| 2  | D    | Shkodran Mustafi       | 17 aprile 1992 (24 anni)    | 10    | 0    | Valencia          |
| 3  | D    | Jonas Hector           | 27 maggio 1990 (26 anni)    | 13    | 1    | Colonia           |
| 4  | D    | Benedikt Höwedes       | 29 febbraio 1988 (28 anni)  | 33    | 2    | Schalke 04        |
| 5  | D    | Mats Hummels           | 16 dicembre 1988 (27 anni)  | 46    | 4    | Borussia Dortmund |
| 6  | C    | Sami Khedira           | 4 aprile 1987 (29 anni)     | 59    | 5    | Juventus          |
| 7  | C    | Bastian Schweinsteiger | 1º agosto 1984 (31 anni)    | 114   | 23   | Manchester Utd    |
| 8  | C    | Mesut Özil             | 15 ottobre 1988 (27 anni)   | 72    | 19   | Arsenal           |
| 9  | A    | André Schürrle         | 6 novembre 1990 (25 anni)   | 51    | 20   | Wolfsburg         |
| 10 | A    | Lukas Podolski         | 4 giugno 1985 (31 anni)     | 127   | 48   | Galatasaray       |
| 11 | C    | Julian Draxler         | 20 settembre 1993 (22 anni) | 18    | 1    | Wolfsburg         |
| 12 | P    | Bernd Leno             | 4 marzo 1992 (24 anni)      | 1     | -2   | Bayer Leverkusen  |
| 13 | A    | Thomas Müller          | 13 settembre 1989 (26 anni) | 70    | 31   | Bayern Monaco     |
| 14 | D    | Emre Can               | 12 gennaio 1994 (22 anni)   | 5     | 0    | Liverpool         |
| 15 | C    | Julian Weigl           | 8 settembre 1995 (20 anni)  | 1     | 0    | Borussia Dortmund |
| 16 | D    | Jonathan Tah           | 11 febbraio 1996 (20 anni)  | 1     | 0    | Bayer Leverkusen  |
| 17 | D    | Jérôme Boateng         | 3 settembre 1988 (27 anni)  | 58    | 0    | Bayern Monaco     |
| 18 | C    | Toni Kroos             | 4 gennaio 1990 (26 anni)    | 64    | 11   | Real Madrid       |
| 19 | C    | Mario Götze            | 3 giugno 1992 (24 anni)     | 51    | 17   | Bayern Monaco     |
| 20 | A    | Leroy Sané             | 11 gennaio 1996 (20 anni)   | 2     | 0    | Schalke 04        |
| 21 | C    | Joshua Kimmich         | 8 febbraio 1995 (21 anni)   | 1     | 0    | Bayern Monaco     |
| 22 | P    | Marc-André ter Stegen  | 30 aprile 1992 (24 anni)    | 6     | -12  | Barcellona        |
| 23 | A    | Mario Gómez            | 10 luglio 1985 (30 anni)    | 63    | 27   | Beşiktaş          |

### Irlanda del Nord
Lista dei convocati resa nota il 28 maggio 2016.
Commissario tecnico:  Michael O'Neill
| N. | Pos. | Giocatore        | Data nascita (età)          | Pres. | Reti | Squadra             |
| -- | ---- | ---------------- | --------------------------- | ----- | ---- | ------------------- |
| 1  | P    | Michael McGovern | 12 luglio 1984 (31 anni)    | 3     | -3   | Hamilton Academical |
| 2  | D    | Conor McLaughlin | 26 luglio 1991 (24 anni)    | 17    | 0    | Fleetwood Town      |
| 3  | C    | Shane Ferguson   | 12 luglio 1991 (24 anni)    | 24    | 1    | Millwall            |
| 4  | D    | Gareth McAuley   | 5 dicembre 1979 (36 anni)   | 60    | 7    | West Bromwich       |
| 5  | D    | Jonny Evans      | 3 gennaio 1988 (28 anni)    | 48    | 1    | West Bromwich       |
| 6  | D    | Chris Baird      | 25 febbraio 1982 (34 anni)  | 77    | 0    | Fulham              |
| 7  | C    | Niall McGinn     | 20 luglio 1987 (28 anni)    | 42    | 2    | Aberdeen            |
| 8  | C    | Steven Davis     | 1º gennaio 1985 (31 anni)   | 82    | 8    | Southampton         |
| 9  | A    | Will Grigg       | 3 luglio 1991 (24 anni)     | 8     | 1    | Wigan               |
| 10 | A    | Kyle Lafferty    | 17 agosto 1986 (29 anni)    | 50    | 17   | Norwich City        |
| 11 | A    | Conor Washington | 18 maggio 1992 (24 anni)    | 3     | 2    | QPR                 |
| 12 | P    | Roy Carroll      | 30 settembre 1977 (38 anni) | 44    | -40  | Linfield            |
| 13 | C    | Corry Evans      | 30 luglio 1990 (25 anni)    | 33    | 1    | Blackburn           |
| 14 | C    | Stuart Dallas    | 19 maggio 1991 (25 anni)    | 13    | 1    | Leeds Utd           |
| 15 | D    | Luke McCullough  | 15 febbraio 1994 (22 anni)  | 5     | 0    | Doncaster           |
| 16 | C    | Oliver Norwood   | 12 aprile 1991 (25 anni)    | 33    | 0    | Reading             |
| 17 | D    | Paddy McNair     | 27 aprile 1995 (21 anni)    | 8     | 0    | Manchester Utd      |
| 18 | D    | Aaron Hughes     | 8 novembre 1979 (36 anni)   | 99    | 1    | Melbourne City      |
| 19 | C    | Jamie Ward       | 12 maggio 1986 (30 anni)    | 21    | 2    | Nottingham Forest   |
| 20 | D    | Craig Cathcart   | 6 febbraio 1989 (27 anni)   | 27    | 2    | Watford             |
| 21 | A    | Josh Magennis    | 15 agosto 1990 (25 anni)    | 18    | 1    | Kilmarnock          |
| 22 | D    | Lee Hodson       | 2 ottobre 1991 (24 anni)    | 15    | 0    | MK Dons             |
| 23 | P    | Alan Mannus      | 19 maggio 1982 (34 anni)    | 8     | -1   | St. Johnstone       |

### Polonia
Lista resa nota il 31 maggio 2016.
Commissario tecnico:  Adam Nawałka
| N. | Pos. | Giocatore            | Data nascita (età)          | Pres. | Reti | Squadra           |
| -- | ---- | -------------------- | --------------------------- | ----- | ---- | ----------------- |
| 1  | P    | Wojciech Szczęsny    | 18 aprile 1990 (26 anni)    | 25    | 0    | Roma              |
| 2  | D    | Michał Pazdan        | 21 settembre 1987 (28 anni) | 17    | 0    | Legia Varsavia    |
| 3  | D    | Artur Jędrzejczyk    | 4 ottobre 1987 (28 anni)    | 17    | 2    | Legia Varsavia    |
| 4  | D    | Thiago Cionek        | 21 aprile 1986 (30 anni)    | 4     | 0    | Palermo           |
| 5  | C    | Krzysztof Mączyński  | 23 maggio 1987 (29 anni)    | 14    | 1    | Wisła Cracovia    |
| 6  | C    | Tomasz Jodłowiec     | 22 marzo 1985 (31 anni)     | 42    | 1    | Legia Varsavia    |
| 7  | A    | Arkadiusz Milik      | 28 febbraio 1994 (22 anni)  | 24    | 10   | Ajax              |
| 8  | C    | Karol Linetty        | 2 febbraio 1995 (21 anni)   | 9     | 1    | Lech Poznań       |
| 9  | A    | Robert Lewandowski   | 21 agosto 1988 (27 anni)    | 75    | 34   | Bayern Monaco     |
| 10 | C    | Grzegorz Krychowiak  | 29 gennaio 1990 (26 anni)   | 32    | 2    | Siviglia          |
| 11 | C    | Kamil Grosicki       | 8 giugno 1988 (28 anni)     | 37    | 8    | Rennes            |
| 12 | P    | Artur Boruc          | 20 febbraio 1980 (36 anni)  | 62    | 0    | Bournemouth       |
| 13 | A    | Mariusz Stępiński    | 12 maggio 1995 (21 anni)    | 2     | 0    | Ruch Chorzów      |
| 14 | D    | Jakub Wawrzyniak     | 7 luglio 1983 (32 anni)     | 48    | 1    | Lechia Danzica    |
| 15 | D    | Kamil Glik           | 3 febbraio 1988 (28 anni)   | 39    | 3    | Torino            |
| 16 | C    | Jakub Błaszczykowski | 14 dicembre 1985 (30 anni)  | 77    | 16   | Fiorentina        |
| 17 | C    | Sławomir Peszko      | 19 febbraio 1985 (31 anni)  | 35    | 2    | Lechia Danzica    |
| 18 | D    | Bartosz Salamon      | 1º maggio 1991 (25 anni)    | 7     | 0    | Cagliari          |
| 19 | C    | Piotr Zieliński      | 20 maggio 1994 (22 anni)    | 13    | 3    | Empoli            |
| 20 | D    | Łukasz Piszczek      | 3 giugno 1985 (31 anni)     | 45    | 2    | Borussia Dortmund |
| 21 | C    | Bartosz Kapustka     | 23 dicembre 1996 (19 anni)  | 5     | 2    | KS Cracovia       |
| 22 | P    | Łukasz Fabiański     | 18 aprile 1985 (31 anni)    | 20    | 0    | Swansea City      |
| 23 | C    | Filip Starzyński     | 27 maggio 1991 (25 anni)    | 2     | 1    | Zagłębie Lubin    |

### Ucraina
Lista dei convocati resa nota il 31 maggio 2016.
Commissario tecnico:  Mychajlo Fomenko
| N. | Pos. | Giocatore           | Data nascita (età)          | Pres. | Reti | Squadra     |
| -- | ---- | ------------------- | --------------------------- | ----- | ---- | ----------- |
| 1  | P    | Denys Bojko         | 29 gennaio 1988 (28 anni)   | 4     | -2   | Beşiktaş    |
| 2  | D    | Bohdan Butko        | 13 gennaio 1991 (25 anni)   | 15    | 0    | Amkar Perm' |
| 3  | D    | Jevhen Chačeridi    | 28 luglio 1987 (28 anni)    | 41    | 3    | Dinamo Kiev |
| 4  | C    | Anatolij Tymoščuk   | 30 marzo 1979 (37 anni)     | 142   | 4    | Qairat      |
| 5  | D    | Oleksandr Kučer     | 22 ottobre 1983 (32 anni)   | 50    | 2    | Šachtar     |
| 6  | C    | Taras Stepanenko    | 8 agosto 1989 (26 anni)     | 28    | 2    | Šachtar     |
| 7  | C    | Andrij Jarmolenko   | 23 ottobre 1989 (26 anni)   | 58    | 24   | Dinamo Kiev |
| 8  | A    | Roman Zozulja       | 17 novembre 1989 (26 anni)  | 25    | 4    | Dnipro      |
| 9  | C    | Viktor Kovalenko    | 14 febbraio 1996 (20 anni)  | 2     | 0    | Šachtar     |
| 10 | A    | Jevhen Konopljanka  | 29 settembre 1989 (26 anni) | 52    | 12   | Siviglia    |
| 11 | A    | Jevhen Selezn'ov    | 29 luglio 1985 (30 anni)    | 49    | 11   | Šachtar     |
| 12 | P    | Andrij Pjatov       | 28 giugno 1984 (31 anni)    | 63    | -39  | Šachtar     |
| 13 | D    | V″jačeslav Ševčuk   | 13 maggio 1979 (37 anni)    | 53    | 0    | Šachtar     |
| 14 | C    | Ruslan Rotan'       | 29 ottobre 1981 (34 anni)   | 87    | 7    | Dnipro      |
| 15 | A    | Pylyp Budkivs'kyj   | 10 marzo 1992 (24 anni)     | 6     | 0    | Zorja       |
| 16 | C    | Serhij Sydorčuk     | 2 maggio 1991 (25 anni)     | 11    | 2    | Dinamo Kiev |
| 17 | D    | Artem Fedec'kyj     | 26 aprile 1985 (31 anni)    | 50    | 2    | Dnipro      |
| 18 | C    | Serhij Rybalka      | 1º aprile 1990 (26 anni)    | 10    | 0    | Dinamo Kiev |
| 19 | C    | Denys Harmaš        | 19 aprile 1990 (26 anni)    | 26    | 2    | Dinamo Kiev |
| 20 | D    | Jaroslav Rakyc'kyj  | 3 agosto 1989 (26 anni)     | 40    | 4    | Šachtar     |
| 21 | C    | Oleksandr Zinčenko  | 15 dicembre 1996 (19 anni)  | 2     | 1    | Ufa         |
| 22 | C    | Oleksandr Karavajev | 2 giugno 1992 (24 anni)     | 3     | 0    | Zorja       |
| 23 | P    | Mykyta Ševčenko     | 26 gennaio 1993 (23 anni)   | 0     | 0    | Zorja       |

## Gruppo D

### Croazia
Lista dei convocati resa nota il 31 maggio 2016.
Commissario tecnico:  Ante Čačić
| N. | Pos. | Giocatore           | Data nascita (età)         | Pres. | Reti | Squadra          |
| -- | ---- | ------------------- | -------------------------- | ----- | ---- | ---------------- |
| 1  | P    | Ivan Vargić         | 15 marzo 1987 (29 anni)    | 2     | 0    | Rijeka           |
| 2  | D    | Šime Vrsaljko       | 10 gennaio 1992 (24 anni)  | 18    | 0    | Sassuolo         |
| 3  | D    | Ivan Strinić        | 17 luglio 1987 (28 anni)   | 34    | 0    | Napoli           |
| 4  | C    | Ivan Perišić        | 2 febbraio 1989 (27 anni)  | 46    | 12   | Inter            |
| 5  | D    | Vedran Ćorluka      | 5 febbraio 1986 (30 anni)  | 88    | 4    | Lokomotiv Mosca  |
| 6  | D    | Tin Jedvaj          | 28 novembre 1995 (20 anni) | 3     | 0    | Bayer Leverkusen |
| 7  | C    | Ivan Rakitić        | 10 marzo 1988 (28 anni)    | 75    | 10   | Barcellona       |
| 8  | C    | Mateo Kovačić       | 6 maggio 1994 (22 anni)    | 26    | 1    | Real Madrid      |
| 9  | A    | Andrej Kramarić     | 19 giugno 1991 (24 anni)   | 10    | 4    | Hoffenheim       |
| 10 | C    | Luka Modrić         | 9 settembre 1985 (30 anni) | 89    | 10   | Real Madrid      |
| 11 | D    | Darijo Srna         | 1º maggio 1982 (34 anni)   | 129   | 21   | Šachtar          |
| 12 | P    | Lovre Kalinić       | 3 aprile 1990 (26 anni)    | 4     | 0    | Hajduk Spalato   |
| 13 | D    | Gordon Schildenfeld | 18 marzo 1985 (31 anni)    | 26    | 1    | Dinamo Zagabria  |
| 14 | C    | Marcelo Brozović    | 16 novembre 1992 (23 anni) | 17    | 4    | Inter            |
| 15 | C    | Ante Ćorić          | 14 aprile 1997 (19 anni)   | 1     | 0    | Dinamo Zagabria  |
| 16 | A    | Nikola Kalinić      | 5 gennaio 1988 (28 anni)   | 28    | 8    | Fiorentina       |
| 17 | A    | Mario Mandžukić     | 21 maggio 1986 (30 anni)   | 65    | 21   | Juventus         |
| 18 | C    | Marko Rog           | 19 luglio 1995 (20 anni)   | 2     | 0    | Dinamo Zagabria  |
| 19 | C    | Milan Badelj        | 25 febbraio 1989 (27 anni) | 19    | 1    | Fiorentina       |
| 20 | A    | Marko Pjaca         | 6 maggio 1995 (21 anni)    | 7     | 0    | Dinamo Zagabria  |
| 21 | D    | Domagoj Vida        | 29 aprile 1989 (27 anni)   | 37    | 1    | Dinamo Kiev      |
| 22 | A    | Duje Čop            | 1º febbraio 1990 (26 anni) | 4     | 0    | Malaga           |
| 23 | P    | Danijel Subašić     | 27 ottobre 1984 (31 anni)  | 20    | 0    | Monaco           |

### Rep. Ceca
Lista dei convocati resa nota il 31 maggio 2016.
Commissario tecnico:  Pavel Vrba
| N. | Pos. | Giocatore              | Data nascita (età)          | Pres. | Reti | Squadra        |
| -- | ---- | ---------------------- | --------------------------- | ----- | ---- | -------------- |
| 1  | P    | Petr Čech              | 20 maggio 1982 (34 anni)    | 118   | 0    | Arsenal        |
| 2  | D    | Pavel Kadeřábek        | 25 aprile 1992 (24 anni)    | 15    | 2    | Hoffenheim     |
| 3  | D    | Michal Kadlec          | 13 dicembre 1984 (31 anni)  | 63    | 8    | Fenerbahçe     |
| 4  | D    | Theodor Gebre Selassie | 24 dicembre 1986 (29 anni)  | 33    | 1    | Werder Brema   |
| 5  | D    | Roman Hubník           | 6 giugno 1984 (32 anni)     | 24    | 2    | Viktoria Plzeň |
| 6  | D    | Tomáš Sivok            | 15 settembre 1983 (32 anni) | 52    | 5    | Bursaspor      |
| 7  | A    | Tomáš Necid            | 13 agosto 1989 (26 anni)    | 36    | 9    | Bursaspor      |
| 8  | D    | David Limberský        | 6 ottobre 1983 (32 anni)    | 35    | 1    | Viktoria Plzeň |
| 9  | C    | Bořek Dočkal           | 30 settembre 1988 (27 anni) | 23    | 6    | Sparta Praga   |
| 10 | C    | Tomáš Rosický          | 4 ottobre 1980 (35 anni)    | 100   | 22   | Arsenal        |
| 11 | D    | Daniel Pudil           | 27 settembre 1985 (30 anni) | 31    | 2    | Sheffield Weds |
| 12 | A    | Milan Škoda            | 16 gennaio 1986 (30 anni)   | 7     | 2    | Slavia Praga   |
| 13 | C    | Jaroslav Plašil        | 5 gennaio 1982 (34 anni)    | 97    | 6    | Bordeaux       |
| 14 | C    | Daniel Kolář           | 27 ottobre 1985 (30 anni)   | 26    | 2    | Viktoria Plzeň |
| 15 | C    | David Pavelka          | 18 maggio 1991 (25 anni)    | 5     | 0    | Kasımpaşa      |
| 16 | P    | Tomáš Vaclík           | 29 marzo 1989 (27 anni)     | 6     | 0    | Basilea        |
| 17 | D    | Marek Suchý            | 29 marzo 1988 (28 anni)     | 26    | 0    | Basilea        |
| 18 | C    | Josef Šural            | 30 maggio 1990 (26 anni)    | 9     | 1    | Sparta Praga   |
| 19 | C    | Ladislav Krejčí        | 5 luglio 1992 (23 anni)     | 20    | 4    | Sparta Praga   |
| 20 | C    | Jiří Skalák            | 12 marzo 1992 (24 anni)     | 7     | 0    | Brighton       |
| 21 | A    | David Lafata           | 18 settembre 1981 (34 anni) | 37    | 8    | Sparta Praga   |
| 22 | C    | Vladimír Darida        | 8 agosto 1990 (25 anni)     | 33    | 1    | Hertha Berlino |
| 23 | P    | Tomáš Koubek           | 26 agosto 1992 (23 anni)    | 1     | 0    | Slovan Liberec |

### Spagna
Lista dei convocati resa nota il 31 maggio 2016.
Commissario tecnico:  Vicente del Bosque
| N. | Pos. | Giocatore         | Data nascita (età)          | Pres. | Reti | Squadra         |
| -- | ---- | ----------------- | --------------------------- | ----- | ---- | --------------- |
| 1  | P    | Iker Casillas     | 20 maggio 1981 (35 anni)    | 166   | -94  | Porto           |
| 2  | D    | César Azpilicueta | 28 agosto 1989 (26 anni)    | 14    | 0    | Chelsea         |
| 3  | D    | Gerard Piqué      | 2 febbraio 1987 (29 anni)   | 76    | 5    | Barcellona      |
| 4  | D    | Marc Bartra       | 15 gennaio 1991 (25 anni)   | 7     | 0    | Barcellona      |
| 5  | C    | Sergio Busquets   | 16 luglio 1988 (27 anni)    | 83    | 2    | Barcellona      |
| 6  | C    | Andrés Iniesta    | 11 maggio 1984 (32 anni)    | 108   | 12   | Barcellona      |
| 7  | A    | Álvaro Morata     | 23 ottobre 1992 (23 anni)   | 9     | 1    | Juventus        |
| 8  | C    | Koke              | 8 gennaio 1992 (24 anni)    | 22    | 0    | Atlético Madrid |
| 9  | A    | Lucas Vázquez     | 1º settembre 1991 (24 anni) | 0     | 0    | Real Madrid     |
| 10 | C    | Cesc Fàbregas     | 4 maggio 1987 (29 anni)     | 105   | 14   | Chelsea         |
| 11 | A    | Pedro Rodríguez   | 28 luglio 1987 (28 anni)    | 57    | 17   | Chelsea         |
| 12 | D    | Héctor Bellerín   | 19 aprile 1995 (21 anni)    | 1     | 0    | Arsenal         |
| 13 | P    | David de Gea      | 7 novembre 1990 (25 anni)   | 9     | -5   | Manchester Utd  |
| 14 | C    | Thiago Alcántara  | 11 aprile 1991 (25 anni)    | 8     | 0    | Bayern Monaco   |
| 15 | D    | Sergio Ramos      | 30 marzo 1986 (30 anni)     | 132   | 10   | Real Madrid     |
| 16 | D    | Juanfran          | 9 gennaio 1985 (31 anni)    | 18    | 1    | Atlético Madrid |
| 17 | D    | Mikel San José    | 30 maggio 1989 (27 anni)    | 6     | 0    | Athletic Bilbao |
| 18 | D    | Jordi Alba        | 21 marzo 1989 (27 anni)     | 42    | 6    | Barcellona      |
| 19 | C    | Bruno Soriano     | 12 giugno 1984 (31 anni)    | 7     | 0    | Villarreal      |
| 20 | A    | Aritz Aduriz      | 11 febbraio 1981 (35 anni)  | 5     | 1    | Athletic Bilbao |
| 21 | C    | David Silva       | 8 gennaio 1986 (30 anni)    | 98    | 23   | Manchester City |
| 22 | A    | Manuel Nolito     | 15 ottobre 1986 (29 anni)   | 8     | 2    | Celta Vigo      |
| 23 | P    | Sergio Rico       | 1º settembre 1993 (22 anni) | 0     | 0    | Siviglia        |

### Turchia
Lista dei convocati resa nota il 31 Maggio 2016.
Commissario tecnico:  Fatih Terim
| N. | Pos. | Giocatore        | Data nascita (età)          | Pres. | Reti | Squadra             |
| -- | ---- | ---------------- | --------------------------- | ----- | ---- | ------------------- |
| 1  | P    | Volkan Babacan   | 12 agosto 1988 (27 anni)    | 16    | 0    | İstanbul Başakşehir |
| 2  | D    | Semih Kaya       | 24 febbraio 1991 (25 anni)  | 23    | 0    | Galatasaray         |
| 3  | D    | Hakan Balta      | 23 marzo 1983 (33 anni)     | 45    | 2    | Galatasaray         |
| 4  | D    | Ahmet Çalık      | 22 giugno 1994 (21 anni)    | 4     | 0    | Gençlerbirliği      |
| 5  | C    | Nuri Şahin       | 5 settembre 1988 (27 anni)  | 48    | 2    | Borussia Dortmund   |
| 6  | C    | Hakan Çalhanoğlu | 8 febbraio 1994 (22 anni)   | 18    | 6    | Bayer Leverkusen    |
| 7  | D    | Gökhan Gönül     | 4 gennaio 1985 (31 anni)    | 55    | 1    | Fenerbahçe          |
| 8  | C    | Selçuk İnan      | 10 febbraio 1985 (31 anni)  | 51    | 8    | Galatasaray         |
| 9  | A    | Cenk Tosun       | 7 giugno 1991 (25 anni)     | 9     | 3    | Beşiktaş            |
| 10 | C    | Arda Turan       | 30 gennaio 1987 (29 anni)   | 90    | 17   | Barcellona          |
| 11 | C    | Olcay Şahan      | 26 maggio 1987 (29 anni)    | 23    | 2    | Beşiktaş            |
| 12 | P    | Onur Kıvrak      | 1º gennaio 1988 (28 anni)   | 12    | 0    | Trabzonspor         |
| 13 | D    | İsmail Köybaşı   | 10 luglio 1989 (26 anni)    | 18    | 0    | Beşiktaş            |
| 14 | C    | Oğuzhan Özyakup  | 23 settembre 1992 (23 anni) | 19    | 1    | Beşiktaş            |
| 15 | D    | Mehmet Topal     | 3 marzo 1986 (30 anni)      | 58    | 1    | Fenerbahçe          |
| 16 | C    | Ozan Tufan       | 23 marzo 1995 (21 anni)     | 23    | 1    | Fenerbahçe          |
| 17 | A    | Burak Yılmaz     | 15 luglio 1985 (30 anni)    | 43    | 19   | Beijing Guoan       |
| 18 | D    | Caner Erkin      | 4 ottobre 1988 (27 anni)    | 46    | 2    | Fenerbahçe          |
| 19 | A    | Yunus Malli      | 24 febbraio 1992 (24 anni)  | 5     | 0    | Magonza             |
| 20 | C    | Volkan Şen       | 7 luglio 1987 (28 anni)     | 16    | 0    | Fenerbahçe          |
| 21 | C    | Emre Mor         | 24 luglio 1997 (18 anni)    | 1     | 0    | Nordsjælland        |
| 22 | D    | Şener Özbayraklı | 23 gennaio 1990 (26 anni)   | 8     | 0    | Fenerbahçe          |
| 23 | P    | Harun Tekin      | 17 giugno 1989 (26 anni)    | 0     | 0    | Bursaspor           |

## Gruppo E

### Belgio
Lista resa nota il 30 maggio 2016
Commissario tecnico:  Marc Wilmots
| N. | Pos. | Giocatore                 | Data nascita (età)          | Pres. | Reti | Squadra               |
| -- | ---- | ------------------------- | --------------------------- | ----- | ---- | --------------------- |
| 1  | P    | Thibaut Courtois          | 11 maggio 1992 (24 anni)    | 34    | 0    | Chelsea               |
| 2  | D    | Toby Alderweireld         | 2 marzo 1989 (27 anni)      | 52    | 1    | Tottenham             |
| 3  | D    | Thomas Vermaelen          | 14 novembre 1985 (30 anni)  | 51    | 1    | Barcellona            |
| 4  | C    | Radja Nainggolan          | 4 maggio 1988 (28 anni)     | 18    | 4    | Roma                  |
| 5  | D    | Jan Vertonghen            | 24 aprile 1987 (29 anni)    | 74    | 6    | Tottenham             |
| 6  | C    | Axel Witsel               | 12 gennaio 1989 (27 anni)   | 46    | 5    | Zenit San Pietroburgo |
| 7  | A    | Kevin De Bruyne           | 28 giugno 1991 (24 anni)    | 34    | 11   | Manchester City       |
| 8  | C    | Marouane Fellaini         | 22 novembre 1987 (28 anni)  | 65    | 15   | Manchester Utd        |
| 9  | A    | Romelu Lukaku             | 13 maggio 1993 (23 anni)    | 41    | 9    | Everton               |
| 10 | A    | Eden Hazard               | 7 gennaio 1991 (25 anni)    | 62    | 12   | Chelsea               |
| 11 | A    | Yannick Ferreira Carrasco | 4 settembre 1993 (22 anni)  | 4     | 0    | Atlético Madrid       |
| 12 | P    | Simon Mignolet            | 6 agosto 1988 (27 anni)     | 16    | 0    | Liverpool             |
| 13 | P    | Jean François Gillet      | 31 maggio 1979 (37 anni)    | 9     | 0    | Malines               |
| 14 | A    | Dries Mertens             | 6 maggio 1987 (29 anni)     | 42    | 8    | Napoli                |
| 15 | D    | Jason Denayer             | 28 giugno 1995 (20 anni)    | 5     | 0    | Galatasaray           |
| 16 | D    | Thomas Meunier            | 12 settembre 1991 (24 anni) | 5     | 0    | Club Bruges           |
| 17 | A    | Divock Origi              | 18 aprile 1995 (21 anni)    | 16    | 3    | Liverpool             |
| 18 | D    | Christian Kabasele        | 24 febbraio 1991 (25 anni)  | 0     | 0    | Genk                  |
| 19 | C    | Moussa Dembélé            | 16 luglio 1987 (28 anni)    | 63    | 5    | Tottenham             |
| 20 | A    | Christian Benteke         | 3 dicembre 1990 (25 anni)   | 24    | 6    | Liverpool             |
| 21 | D    | Jordan Lukaku             | 25 luglio 1994 (21 anni)    | 2     | 0    | Ostenda               |
| 22 | A    | Michy Batshuayi           | 2 ottobre 1993 (22 anni)    | 3     | 2    | Olympique Marsiglia   |
| 23 | D    | Laurent Ciman             | 5 agosto 1985 (30 anni)     | 10    | 0    | Montréal Impact       |

### Irlanda
Lista dei convocati resa nota il 31 maggio 2016.
Commissario tecnico:  Martin O'Neill
| N. | Pos. | Giocatore        | Data nascita (età)          | Pres. | Reti | Squadra        |
| -- | ---- | ---------------- | --------------------------- | ----- | ---- | -------------- |
| 1  | P    | Keiren Westwood  | 23 ottobre 1984 (31 anni)   | 18    | 0    | Sheffield Weds |
| 2  | D    | Séamus Coleman   | 11 ottobre 1988 (27 anni)   | 33    | 0    | Everton        |
| 3  | D    | Ciaran Clark     | 26 settembre 1989 (26 anni) | 16    | 2    | Aston Villa    |
| 4  | D    | John O'Shea      | 30 aprile 1981 (35 anni)    | 110   | 3    | Sunderland     |
| 5  | D    | Richard Keogh    | 11 agosto 1986 (29 anni)    | 11    | 1    | Derby County   |
| 6  | C    | Glenn Whelan     | 13 gennaio 1984 (32 anni)   | 70    | 2    | Stoke City     |
| 7  | C    | Aiden McGeady    | 4 aprile 1986 (30 anni)     | 81    | 5    | Sheffield Weds |
| 8  | C    | James McCarthy   | 12 novembre 1990 (25 anni)  | 35    | 0    | Everton        |
| 9  | A    | Shane Long       | 22 gennaio 1987 (29 anni)   | 62    | 16   | Southampton    |
| 10 | A    | Robbie Keane     | 8 luglio 1980 (35 anni)     | 143   | 67   | LA Galaxy      |
| 11 | C    | James McClean    | 22 aprile 1989 (27 anni)    | 36    | 5    | West Bromwich  |
| 12 | D    | Shane Duffy      | 1º gennaio 1992 (24 anni)   | 2     | 0    | Blackburn      |
| 13 | C    | Jeffrey Hendrick | 31 gennaio 1992 (24 anni)   | 20    | 0    | Derby County   |
| 14 | A    | Jonathan Walters | 20 settembre 1983 (32 anni) | 38    | 10   | Stoke City     |
| 15 | D    | Cyrus Christie   | 30 settembre 1992 (23 anni) | 4     | 1    | Derby County   |
| 16 | P    | Shay Given       | 20 aprile 1976 (40 anni)    | 133   | 0    | Stoke City     |
| 17 | D    | Stephen Ward     | 20 agosto 1985 (30 anni)    | 33    | 3    | Burnley        |
| 18 | C    | David Meyler     | 29 maggio 1989 (27 anni)    | 14    | 0    | Hull City      |
| 19 | C    | Robbie Brady     | 14 gennaio 1992 (24 anni)   | 23    | 4    | Norwich City   |
| 20 | C    | Wes Hoolahan     | 20 maggio 1982 (34 anni)    | 29    | 2    | Norwich City   |
| 21 | A    | Daryl Murphy     | 15 marzo 1983 (33 anni)     | 20    | 0    | Ipswich Town   |
| 22 | C    | Stephen Quinn    | 4 aprile 1986 (30 anni)     | 13    | 0    | Reading        |
| 23 | P    | Darren Randolph  | 12 maggio 1987 (29 anni)    | 8     | 0    | West Ham Utd   |

### Italia
Lista dei convocati resa nota il 31 maggio 2016.
Commissario tecnico:  Antonio Conte
| N. | Pos. | Giocatore             | Data nascita (età)         | Pres. | Reti | Squadra             |
| -- | ---- | --------------------- | -------------------------- | ----- | ---- | ------------------- |
| 1  | P    | Gianluigi Buffon      | 28 gennaio 1978 (38 anni)  | 157   | -132 | Juventus            |
| 2  | D    | Mattia De Sciglio     | 20 ottobre 1992 (23 anni)  | 22    | 0    | Milan               |
| 3  | D    | Giorgio Chiellini     | 14 agosto 1984 (31 anni)   | 83    | 6    | Juventus            |
| 4  | D    | Matteo Darmian        | 2 dicembre 1989 (26 anni)  | 22    | 1    | Manchester Utd      |
| 5  | D    | Angelo Ogbonna        | 23 maggio 1988 (28 anni)   | 10    | 0    | West Ham Utd        |
| 6  | C    | Antonio Candreva      | 28 febbraio 1987 (29 anni) | 37    | 3    | Lazio               |
| 7  | A    | Simone Zaza           | 25 giugno 1991 (24 anni)   | 10    | 1    | Juventus            |
| 8  | C    | Alessandro Florenzi   | 11 marzo 1991 (25 anni)    | 16    | 2    | Roma                |
| 9  | A    | Graziano Pellè        | 15 luglio 1985 (30 anni)   | 12    | 5    | Southampton         |
| 10 | C    | Thiago Motta          | 28 agosto 1982 (33 anni)   | 25    | 1    | Paris Saint-Germain |
| 11 | A    | Ciro Immobile         | 20 febbraio 1990 (26 anni) | 12    | 1    | Torino              |
| 12 | P    | Salvatore Sirigu      | 12 gennaio 1987 (29 anni)  | 15    | -13  | Paris Saint-Germain |
| 13 | P    | Federico Marchetti    | 7 febbraio 1983 (33 anni)  | 11    | -11  | Lazio               |
| 14 | C    | Stefano Sturaro       | 9 marzo 1993 (23 anni)     | 1     | 0    | Juventus            |
| 15 | D    | Andrea Barzagli       | 8 maggio 1981 (35 anni)    | 55    | 0    | Juventus            |
| 16 | C    | Daniele De Rossi      | 24 luglio 1983 (32 anni)   | 102   | 17   | Roma                |
| 17 | A    | Éder                  | 15 novembre 1986 (29 anni) | 10    | 2    | Inter               |
| 18 | C    | Marco Parolo          | 25 gennaio 1985 (31 anni)  | 19    | 0    | Lazio               |
| 19 | D    | Leonardo Bonucci      | 1º maggio 1987 (29 anni)   | 56    | 3    | Juventus            |
| 20 | A    | Lorenzo Insigne       | 4 giugno 1991 (25 anni)    | 9     | 2    | Napoli              |
| 21 | A    | Federico Bernardeschi | 16 febbraio 1994 (22 anni) | 3     | 0    | Fiorentina          |
| 22 | A    | Stephan El Shaarawy   | 27 ottobre 1992 (23 anni)  | 18    | 3    | Roma                |
| 23 | C    | Emanuele Giaccherini  | 5 maggio 1985 (31 anni)    | 24    | 3    | Bologna             |

### Svezia
Lista dei convocati resa nota il 11 maggio 2016.
Commissario tecnico:  Erik Hamrén
| N. | Pos. | Giocatore           | Data nascita (età)         | Pres. | Reti | Squadra             |
| -- | ---- | ------------------- | -------------------------- | ----- | ---- | ------------------- |
| 1  | P    | Andreas Isaksson    | 3 ottobre 1981 (34 anni)   | 128   | -125 | Kasımpaşa           |
| 2  | D    | Mikael Lustig       | 13 dicembre 1986 (29 anni) | 50    | 2    | Celtic              |
| 3  | D    | Erik Johansson      | 30 dicembre 1988 (27 anni) | 7     | 0    | Copenaghen          |
| 4  | D    | Andreas Granqvist   | 16 aprile 1985 (31 anni)   | 50    | 3    | Krasnodar           |
| 5  | D    | Martin Olsson       | 17 maggio 1988 (28 anni)   | 33    | 5    | Norwich City        |
| 6  | C    | Emil Forsberg       | 23 ottobre 1991 (24 anni)  | 15    | 1    | RB Lipsia           |
| 7  | C    | Sebastian Larsson   | 6 giugno 1985 (31 anni)    | 82    | 6    | Sunderland          |
| 8  | C    | Albin Ekdal         | 28 luglio 1989 (26 anni)   | 21    | 0    | Amburgo             |
| 9  | C    | Kim Källström       | 24 agosto 1982 (33 anni)   | 127   | 16   | Grasshoppers        |
| 10 | A    | Zlatan Ibrahimović  | 3 ottobre 1981 (34 anni)   | 112   | 62   | Paris Saint-Germain |
| 11 | A    | Marcus Berg         | 17 agosto 1986 (29 anni)   | 36    | 9    | Panathīnaïkos       |
| 12 | P    | Robin Olsen         | 8 gennaio 1990 (26 anni)   | 3     | -3   | Copenaghen          |
| 13 | D    | Pontus Jansson      | 13 febbraio 1991 (25 anni) | 5     | 0    | Torino              |
| 14 | D    | Victor Lindelöf     | 17 luglio 1994 (21 anni)   | 2     | 0    | Benfica             |
| 15 | C    | Oscar Hiljemark     | 28 giugno 1992 (23 anni)   | 8     | 1    | Palermo             |
| 16 | C    | Pontus Wernbloom    | 25 giugno 1986 (29 anni)   | 49    | 2    | CSKA Mosca          |
| 17 | D    | Ludwig Augustinsson | 21 aprile 1994 (22 anni)   | 2     | 0    | Copenaghen          |
| 18 | C    | Oscar Lewicki       | 14 luglio 1992 (23 anni)   | 8     | 0    | Malmö FF            |
| 19 | A    | Emir Kujović        | 22 giugno 1988 (27 anni)   | 1     | 0    | IFK Norrköping      |
| 20 | A    | John Guidetti       | 15 aprile 1992 (24 anni)   | 6     | 0    | Celta Vigo          |
| 21 | C    | Jimmy Durmaz        | 22 marzo 1989 (27 anni)    | 28    | 1    | Olympiacos          |
| 22 | C    | Erkan Zengin        | 5 agosto 1985 (30 anni)    | 19    | 3    | Trabzonspor         |
| 23 | P    | Patrik Carlgren     | 8 gennaio 1992 (24 anni)   | 0     | 0    | AIK                 |

## Gruppo F

### Austria
Lista dei convocati resa nota il 31 maggio 2016.
Commissario tecnico:  Marcel Koller
| N. | Pos. | Giocatore             | Data nascita (età)          | Pres. | Reti | Squadra               |
| -- | ---- | --------------------- | --------------------------- | ----- | ---- | --------------------- |
| 1  | P    | Robert Almer          | 20 marzo 1984 (32 anni)     | 27    | 0    | Austria Vienna        |
| 2  | D    | György Garics         | 8 marzo 1984 (32 anni)      | 41    | 2    | Darmstadt             |
| 3  | D    | Aleksandar Dragović   | 6 marzo 1991 (25 anni)      | 46    | 1    | Dinamo Kiev           |
| 4  | D    | Martin Hinteregger    | 7 settembre 1992 (23 anni)  | 13    | 0    | Borussia M'gladbach   |
| 5  | D    | Christian Fuchs       | 7 aprile 1986 (30 anni)     | 74    | 1    | Leicester City        |
| 6  | C    | Stefan Ilsanker       | 18 maggio 1989 (27 anni)    | 15    | 0    | RB Lipsia             |
| 7  | A    | Marko Arnautović      | 19 aprile 1989 (27 anni)    | 51    | 11   | Stoke City            |
| 8  | C    | David Alaba           | 24 giugno 1992 (23 anni)    | 45    | 11   | Bayern Monaco         |
| 9  | A    | Rubin Okotie          | 6 giugno 1987 (29 anni)     | 17    | 2    | Monaco 1860           |
| 10 | C    | Zlatko Junuzović      | 26 settembre 1987 (28 anni) | 47    | 7    | Werder Brema          |
| 11 | C    | Martin Harnik         | 10 giugno 1987 (29 anni)    | 57    | 14   | Stoccarda             |
| 12 | P    | Heinz Lindner         | 17 luglio 1990 (25 anni)    | 8     | 0    | Eintracht Francoforte |
| 13 | D    | Markus Suttner        | 16 aprile 1987 (29 anni)    | 16    | 0    | Ingolstadt 04         |
| 14 | C    | Julian Baumgartlinger | 2 gennaio 1988 (28 anni)    | 44    | 1    | Magonza               |
| 15 | D    | Sebastian Prödl       | 21 giugno 1987 (28 anni)    | 56    | 4    | Watford               |
| 16 | D    | Kevin Wimmer          | 15 novembre 1992 (23 anni)  | 3     | 0    | Tottenham             |
| 17 | D    | Florian Klein         | 17 novembre 1986 (29 anni)  | 36    | 0    | Stoccarda             |
| 18 | C    | Alessandro Schöpf     | 7 febbraio 1994 (22 anni)   | 3     | 1    | Schalke 04            |
| 19 | A    | Lukas Hinterseer      | 28 marzo 1991 (25 anni)     | 9     | 0    | Ingolstadt 04         |
| 20 | C    | Marcel Sabitzer       | 17 marzo 1994 (22 anni)     | 17    | 3    | RB Lipsia             |
| 21 | A    | Marc Janko            | 25 giugno 1983 (32 anni)    | 53    | 26   | Basilea               |
| 22 | C    | Jakob Jantscher       | 8 gennaio 1989 (27 anni)    | 21    | 1    | Lucerna               |
| 23 | P    | Ramazan Özcan         | 28 giugno 1984 (31 anni)    | 7     | 0    | Ingolstadt 04         |

### Islanda
Lista dei convocati resa nota il 9 maggio 2016.
Commissario tecnico:  Lars Lagerbäck
| N. | Pos. | Giocatore               | Data nascita (età)          | Pres. | Reti | Squadra        |
| -- | ---- | ----------------------- | --------------------------- | ----- | ---- | -------------- |
| 1  | P    | Hannes Halldórsson      | 27 aprile 1984 (32 anni)    | 32    | -22  | Bodø/Glimt     |
| 2  | D    | Birkir Sævarsson        | 11 novembre 1984 (31 anni)  | 56    | 0    | Hammarby       |
| 3  | D    | Haukur Hauksson         | 1º settembre 1991 (24 anni) | 6     | 0    | AIK            |
| 4  | D    | Hjörtur Hermannsson     | 8 febbraio 1995 (21 anni)   | 2     | 0    | PSV            |
| 5  | D    | Sverrir Ingason         | 5 agosto 1993 (22 anni)     | 4     | 1    | Lokeren        |
| 6  | D    | Ragnar Sigurðsson       | 19 giugno 1986 (29 anni)    | 54    | 1    | Krasnodar      |
| 7  | C    | Jóhann Berg Guðmundsson | 27 ottobre 1990 (25 anni)   | 45    | 5    | Charlton       |
| 8  | C    | Birkir Bjarnason        | 27 maggio 1988 (28 anni)    | 46    | 6    | Basilea        |
| 9  | A    | Kolbeinn Sigþórsson     | 14 marzo 1990 (26 anni)     | 37    | 19   | Nantes         |
| 10 | C    | Gylfi Sigurðsson        | 8 settembre 1989 (26 anni)  | 37    | 12   | Swansea City   |
| 11 | A    | Alfreð Finnbogason      | 1º febbraio 1989 (27 anni)  | 32    | 7    | Augusta        |
| 12 | P    | Ögmundur Kristinsson    | 19 giugno 1989 (26 anni)    | 10    | -19  | Hammarby       |
| 13 | P    | Ingvar Jónsson          | 18 ottobre 1989 (26 anni)   | 4     | -4   | Sandefjord     |
| 14 | D    | Kári Árnason            | 13 ottobre 1982 (33 anni)   | 47    | 2    | Malmö FF       |
| 15 | A    | Jón Daði Böðvarsson     | 25 maggio 1992 (24 anni)    | 20    | 1    | Kaiserslautern |
| 16 | C    | Rúnar Már Sigurjónsson  | 18 giugno 1990 (25 anni)    | 9     | 1    | GIF Sundsvall  |
| 17 | C    | Aron Gunnarsson         | 22 aprile 1989 (27 anni)    | 57    | 2    | Cardiff City   |
| 18 | C    | Teddy Bjarnason         | 4 marzo 1987 (29 anni)      | 25    | 0    | Aarhus         |
| 19 | D    | Hörður Magnússon        | 11 marzo 1993 (23 anni)     | 3     | 0    | Cesena         |
| 20 | C    | Emil Hallfreðsson       | 29 giugno 1984 (31 anni)    | 52    | 1    | Udinese        |
| 21 | C    | Arnór Ingvi Traustason  | 30 aprile 1993 (23 anni)    | 6     | 3    | IFK Norrköping |
| 22 | A    | Eiður Guðjohnsen        | 15 settembre 1978 (37 anni) | 84    | 25   | Molde          |
| 23 | D    | Ari Freyr Skúlason      | 14 maggio 1987 (29 anni)    | 37    | 0    | Odense         |

### Portogallo
Lista dei convocati resa nota il 17 maggio 2016.
Commissario tecnico:  Fernando Santos
| N. | Pos. | Giocatore         | Data nascita (età)          | Pres. | Reti | Squadra          |
| -- | ---- | ----------------- | --------------------------- | ----- | ---- | ---------------- |
| 1  | P    | Rui Patrício      | 15 febbraio 1988 (28 anni)  | 43    | -42  | Sporting Lisbona |
| 2  | D    | Bruno Alves       | 27 novembre 1981 (34 anni)  | 84    | 10   | Fenerbahçe       |
| 3  | D    | Pepe              | 26 febbraio 1983 (33 anni)  | 70    | 3    | Real Madrid      |
| 4  | D    | José Fonte        | 22 dicembre 1983 (32 anni)  | 9     | 0    | Southampton      |
| 5  | D    | Raphael Guerreiro | 22 dicembre 1993 (22 anni)  | 5     | 1    | Lorient          |
| 6  | D    | Ricardo Carvalho  | 18 maggio 1978 (38 anni)    | 83    | 6    | Monaco           |
| 7  | A    | Cristiano Ronaldo | 5 febbraio 1985 (31 anni)   | 125   | 56   | Real Madrid      |
| 8  | C    | João Moutinho     | 8 settembre 1986 (29 anni)  | 81    | 4    | Monaco           |
| 9  | A    | Éder              | 22 dicembre 1987 (28 anni)  | 23    | 1    | Lilla            |
| 10 | C    | João Mário        | 19 gennaio 1993 (23 anni)   | 8     | 0    | Sporting Lisbona |
| 11 | D    | Vieirinha         | 24 gennaio 1986 (30 anni)   | 19    | 1    | Wolfsburg        |
| 12 | P    | Anthony Lopes     | 1º ottobre 1990 (25 anni)   | 3     | -3   | Olympique Lione  |
| 13 | C    | Danilo Pereira    | 9 settembre 1991 (24 anni)  | 9     | 0    | Porto            |
| 14 | C    | William Carvalho  | 7 aprile 1992 (24 anni)     | 17    | 0    | Sporting Lisbona |
| 15 | C    | André Gomes       | 30 luglio 1993 (22 anni)    | 5     | 0    | Valencia         |
| 16 | C    | Renato Sanches    | 18 agosto 1997 (18 anni)    | 2     | 0    | Benfica          |
| 17 | A    | Nani              | 17 novembre 1986 (29 anni)  | 94    | 17   | Fenerbahçe       |
| 18 | C    | Rafa Silva        | 17 maggio 1993 (23 anni)    | 6     | 0    | Braga            |
| 19 | D    | Eliseu            | 1º ottobre 1983 (32 anni)   | 14    | 1    | Benfica          |
| 20 | A    | Ricardo Quaresma  | 26 settembre 1983 (32 anni) | 47    | 4    | Beşiktaş         |
| 21 | D    | Cédric Soares     | 31 agosto 1991 (24 anni)    | 9     | 0    | Southampton      |
| 22 | P    | Eduardo           | 19 settembre 1982 (33 anni) | 35    | -14  | Dinamo Zagabria  |
| 23 | C    | Adrien Silva      | 15 marzo 1989 (27 anni)     | 7     | 0    | Sporting Lisbona |

### Ungheria
Lista dei convocati resa nota il 31 maggio 2016.
Commissario tecnico:  Bernd Storck
| N. | Pos. | Giocatore           | Data nascita (età)          | Pres. | Reti | Squadra           |
| -- | ---- | ------------------- | --------------------------- | ----- | ---- | ----------------- |
| 1  | P    | Gábor Király        | 1º aprile 1976 (40 anni)    | 102   | 0    | Haladás           |
| 2  | D    | Ádám Lang           | 17 gennaio 1993 (23 anni)   | 10    | 0    | Videoton          |
| 3  | D    | Mihály Korhut       | 1º dicembre 1988 (27 anni)  | 4     | 0    | Debrecen          |
| 4  | D    | Tamás Kádár         | 14 marzo 1990 (26 anni)     | 29    | 0    | Lech Poznań       |
| 5  | D    | Attila Fiola        | 17 febbraio 1990 (26 anni)  | 14    | 0    | Puskás Akadémia   |
| 6  | C    | Ákos Elek           | 21 luglio 1988 (27 anni)    | 38    | 1    | Diósgyőr          |
| 7  | A    | Balázs Dzsudzsák    | 23 dicembre 1986 (29 anni)  | 77    | 18   | Bursaspor         |
| 8  | C    | Ádám Nagy           | 17 giugno 1995 (20 anni)    | 7     | 0    | Ferencváros       |
| 9  | A    | Ádám Szalai         | 9 dicembre 1987 (28 anni)   | 31    | 8    | Hannover 96       |
| 10 | C    | Zoltán Gera         | 22 aprile 1979 (37 anni)    | 88    | 24   | Ferencváros       |
| 11 | A    | Krisztián Németh    | 5 gennaio 1989 (27 anni)    | 24    | 3    | Al-Gharafa        |
| 12 | P    | Dénes Dibusz        | 16 novembre 1990 (25 anni)  | 4     | 0    | Ferencváros       |
| 13 | A    | Dániel Böde         | 24 ottobre 1986 (29 anni)   | 12    | 4    | Ferencváros       |
| 14 | C    | Gergő Lovrencsics   | 1º settembre 1988 (27 anni) | 11    | 1    | Lech Poznań       |
| 15 | C    | László Kleinheisler | 8 aprile 1994 (22 anni)     | 4     | 1    | Werder Brema      |
| 16 | C    | Ádám Pintér         | 12 giugno 1988 (27 anni)    | 20    | 0    | Ferencváros       |
| 17 | A    | Nemanja Nikolić     | 31 dicembre 1987 (28 anni)  | 18    | 3    | Legia Varsavia    |
| 18 | C    | Zoltán Stieber      | 16 ottobre 1988 (27 anni)   | 11    | 2    | Norimberga        |
| 19 | A    | Tamás Priskin       | 27 settembre 1986 (29 anni) | 55    | 17   | Slovan Bratislava |
| 20 | D    | Richárd Guzmics     | 16 aprile 1987 (29 anni)    | 13    | 1    | Wisła Cracovia    |
| 21 | D    | Barnabás Bese       | 6 maggio 1994 (22 anni)     | 0     | 0    | MTK Budapest      |
| 22 | P    | Péter Gulácsi       | 6 maggio 1990 (26 anni)     | 3     | 0    | RB Lipsia         |
| 23 | D    | Roland Juhász       | 1º luglio 1983 (32 anni)    | 91    | 6    | Videoton          |

## Giocatori per club
| Giocatori | Squadra                                                                  |
| --------- | ------------------------------------------------------------------------ |
| 12        | Juventus, Liverpool                                                      |
| 11        | Tottenham                                                                |
| 10        | Manchester Utd                                                           |
| 9         | Barcellona, Bayern Monaco, Fenerbahçe                                    |
| 8         | Arsenal, Basilea, CSKA Mosca, Real Madrid                                |
| 7         | Southampton, Roma, Zenit San Pietroburgo, Beşiktaş, Dinamo Kiev, Šachtar |

## Giocatori per nazionalità del club
| N° | Paese            | Giocatori | Percentuale |
| -- | ---------------- | --------- | ----------- |
| 1  | Inghilterra      | 134       | 24.28%      |
| 2  | Germania         | 65        | 11.78%      |
| 3  | Italia           | 56        | 10.14%      |
| 4  | Turchia          | 37        | 6.52%       |
| 5  | Spagna           | 35        | 6.34%       |
| 6  | Russia           | 32        | 5.80%       |
| 7  | Francia          | 22        | 3.99%       |
| 8  | Ucraina          | 20        | 3.62%       |
| 9  | Polonia Svizzera | 15        | 2.72%       |
| 10 | Altri            | 122       | 22.10%      |
|    | Totale           | 552       | 100.00%     |